# Elezioni europee del 2009 a Malta
Le elezioni europee del 2009 a Malta si sono tenute il 4 giugno.

## Risultati
| Liste  | Liste                   | Gruppo | Voti    | %     | Seggi |
| ------ | ----------------------- | ------ | ------- | ----- | ----- |
|        | Partito Laburista       | S&D    | 135.917 | 54,77 | 3     |
|        | Partito Nazionalista    | PPE    | 100.486 | 40,49 | 2     |
|        | Alternativa Democratica | -      | 5.802   | 2,34  | -     |
|        | Imperium Europa         | -      | 3.637   | 1,47  | -     |
|        | Azione Nazionale        | -      | 1.595   | 0,64  | -     |
|        | Libertas                | -      | 298     | 0,12  | -     |
|        | Altri <0,10%            | -      | 434     | 0,17  | -     |
| Totale | Totale                  | Totale | 248.169 | 100   | 5     |